# Agostinho Zeola
Agostinho Zeola (ur. 15 maja 1934 w São Paulo) – piłkarz brazylijski, występujący na pozycji napastnika.

## Kariera klubowa
Karierę piłkarską Zeola rozpoczął w klubie EC Noroeste w 1953 roku. Później występował w wielu klubach brazylijskich m.in. São Paulo FC, SE Palmeiras, CA Juventus czy Guarani FC. Zeola grał również w Europie w SSC Napoli, Argentynie w CA Independiente oraz w Kolumbii w Atlético Junior. Karierę zakończył w klubie Tupã FC w 1968 roku.

## Kariera reprezentacyjna
W reprezentacji Brazylii Zeola zadebiutował 29 czerwca 1961 w wygranym 3-2 towarzyskim meczu z reprezentacją Paragwaju. Był to jego jedyny mecz w reprezentacji.